# Rezeda
Rezeda (Reseda L.) – rodzaj roślin zielnych z rodziny rezedowatych (Resedaceae). Należy do niego 67 gatunków. Występują one w Azji, Europie i Afryce, a jako introdukowane także na innych kontynentach. W Polsce dwa gatunki są rodzime, dwa dalsze występują jako dziczejące trwale lub przejściowo. Jeden gatunek – rezeda wonna R. odorata – uprawiany jest ze względu na silny aromat (aczkolwiek dla części osób niewyczuwalny). Rezeda żółtawa R. luteola była ważną rośliną barwierską dostarczając żółtego barwnika.

## Rozmieszczenie geograficzne
Gatunki tego rodzaju występują na Starym Świecie, przy czym największe zróżnicowanie osiągają w rejonie Morza Śródziemnego i w południowo-zachodniej Azji. Północna granica zasięgu sięga do Wysp Brytyjskich, Niemiec, Polski, Ukrainy i Kazachstanu, wschodnia sięga Kirgistanu, Tadżykistanu i Pakistanu. W Afryce rodzaj obecny jest w północnej części kontynentu, sięgając na południowym wschodzie do Kenii, poza tym w Południowej Afryce.
Rośliny z tego rodzaju zostały szeroko rozprzestrzenione poza pierwotny zasięg i obecne są w północnej Europie, w północnej i wschodniej Azji, w Australii i na obu kontynentach amerykańskich.
W Polsce gatunki rodzime to rezeda mała R. phyteuma i rezeda żółta R. lutea. Antropofitem zadomowionym jest rezeda żółtawa R. luteola, przejściowo dziczeje rezeda biała R. alba i rezeda bezwonna R. inodora. 

## Morfologia

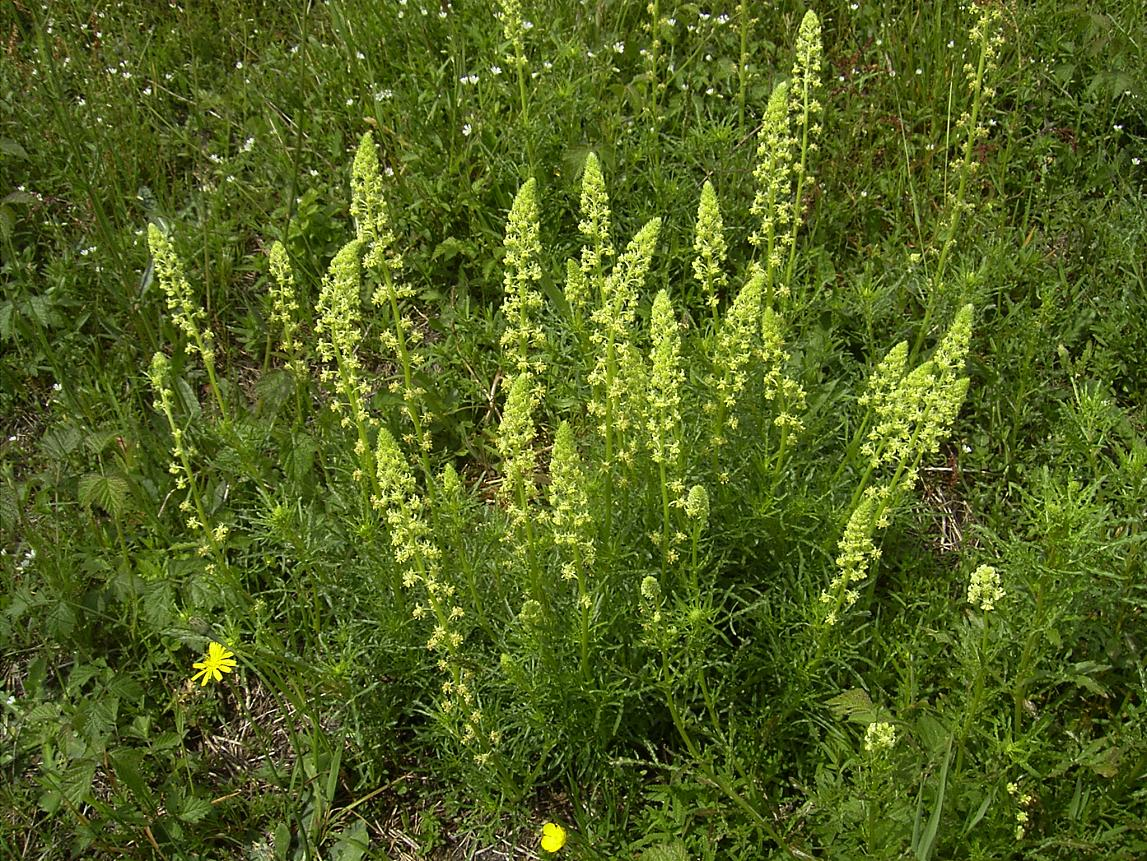
Rezeda żółta

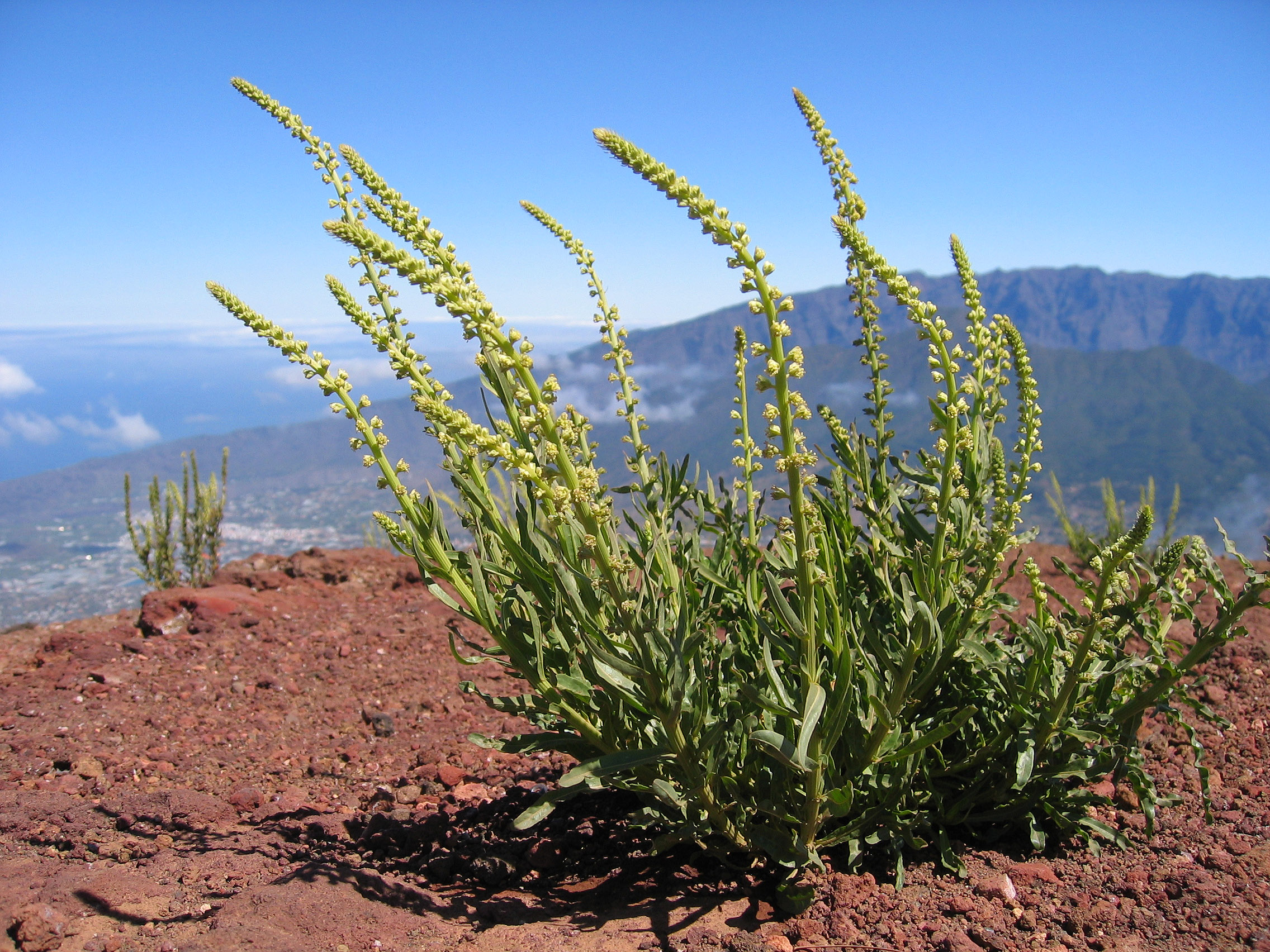
Rezeda żółtawa

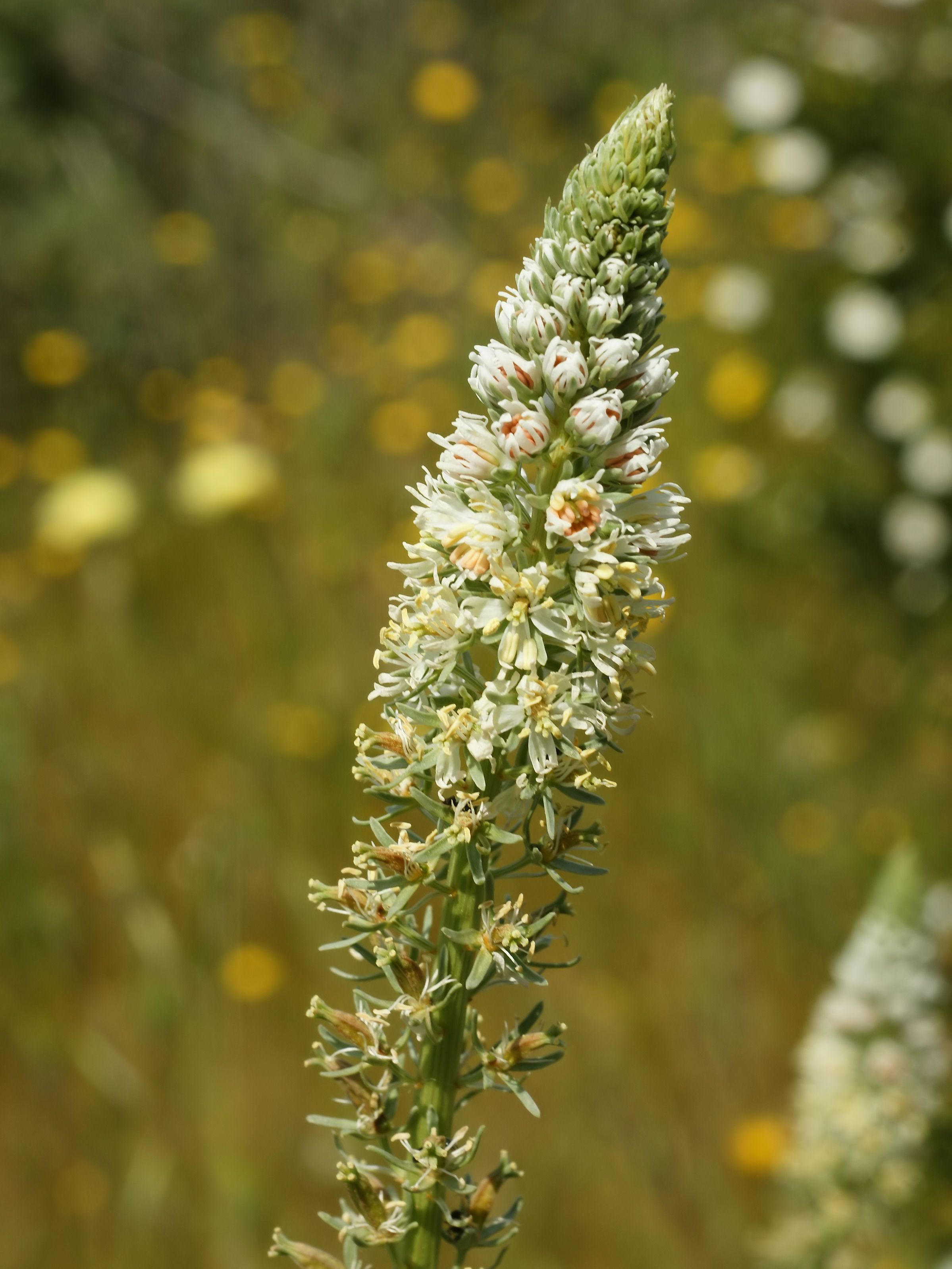
Kwiatostan rezedy białej

PokrójRośliny roczne, dwuletnie lub byliny o drobnych białawych lub żółtawych kwiatach zebranych w szczytowych kwiatostanach. Pędy pełzające lub wzniesione, do 1,2 m wysokości.
LiścieSkrętoległe, pojedyncze do pierzasto złożonych.
KwiatyDrobne, zielonkawe, białawe lub żółtawe, zebrane w szczytowe grona. Działki kielicha 4–8, drobne płatki korony w tej samej liczbie są zwężone u nasady, często podzielone (na szczycie frędzlowate). Pręcików jest od 10 do 25. U nasady są zrośnięte, pylniki często są czerwone. Słupek górny, zrośnięty z 3–4 owocolistków i zakończony 3–4 znamionami. Z dna kwiatowego wyrasta łuseczka miodnikowa znajdująca się między koroną i pręcikami.
OwoceTorebki, zwykle na szczycie z otworem. Zawierają liczne nasiona.

## Biologia i ekologia
Rośliny zapylane są przez owady wabione zapachem i nektarem, w szczególności często kwiaty odwiedzają motyle. Rośliny z tego rodzaju występują na terenach skalistych, na suchych, nasłonecznionych murawach, często na przydrożach i terenach ruderalnych. 

## Systematyka
Pozycja systematyczna
Rodzaj z rodziny rezedowatych (Resedaceae), która wraz z  siostrzana rodziną Gyrostemonaceae  wchodzi w skład  rzędu kapustowców (Brassicales). W obrębie rodziny rodzaj zaliczany jest do plemienia Resedeae Reichenbach. W niektórych ujęciach włączane są do niego rodzaje Ochradenus Delile i Oligomeris Cambessèdes, w innych są one wyodrębniane.
Wykaz gatunków
- Reseda alba L. – rezeda biała
- Reseda alopecuros Boiss.
- Reseda alphonsii Müll.Arg.
- Reseda amblycarpa Fresen.
- Reseda anatolica (Abdallah & de Wit) Snogerup & B.Snogerup
- Reseda arabica Boiss.
- Reseda armena Boiss.
- Reseda attenuata (Ball) Ball
- Reseda aucheri Boiss.
- Reseda balansae Müll.Arg.
- Reseda barrelieri Bertol. ex Müll.Arg.
- Reseda battandieri Pit.
- Reseda bucharica Litv.
- Reseda buhseana Müll.Arg.
- Reseda bungei Boiss.
- Reseda complicata Bory
- Reseda coodei Hub.-Mor.
- Reseda decursiva Forssk.
- Reseda diffusa (Ball) Ball
- Reseda duriaeana J.Gay
- Reseda elata Coss. & Balansa ex Müll.Arg.
- Reseda ellenbeckii Perkins
- Reseda germanicopolitana Hub.-Mor.
- Reseda glauca L.
- Reseda globulosa Fisch. & C.A.Mey.
- Reseda gredensis (Cutanda & Willk.) Müll.Arg.
- Reseda × guichardii Pages
- Reseda haussknechtii Müll.Arg.
- Reseda inodora Rchb. – rezeda bezwonna
- Reseda jacquinii Rchb.
- Reseda kurdica Boiss. & Noë
- Reseda lanceolata Lag.
- Reseda lancerotae Webb ex Delile
- Reseda lutea L. – rezeda żółta
- Reseda luteola L. – rezeda żółtawa
- Reseda macrobotrys Boiss.
- Reseda malatyana Yıldırım & Şenol
- Reseda media Lag.
- Reseda micrantha O.Schwartz
- Reseda microcarpa Müll.Arg.
- Reseda migiurtinorum Chiov.
- Reseda minoica Martín-Bravo & Jim.Mejías
- Reseda muricata C.Presl
- Reseda nainii Maire
- Reseda odorata L. – rezeda wonna
- Reseda orientalis (Müll.Arg.) Boiss.
- Reseda pentagyna Abdallah & A.G.Mill.
- Reseda phyteuma L. – rezeda mała
- Reseda pruinosa Delile
- Reseda saadae Abdallah & de Wit
- Reseda scoparia Brouss. ex Willd.
- Reseda sessilifolia Thulin
- Reseda sphenocleoides Deflers
- Reseda spinescens O.Schwartz
- Reseda stenobotrys Maire & Sam.
- Reseda stenostachya Boiss.
- Reseda stricta Pers.
- Reseda suffruticosa Loefl.
- Reseda tefedestica (Maire) Abdallah & de Wit
- Reseda telephiifolia (Chiov.) Abdallah & de Wit
- Reseda tomentosa Boiss.
- Reseda tymphaea Hausskn.
- Reseda undata L.
- Reseda urnigera Webb
- Reseda valentina (Pau) Pau ex Cámara
- Reseda villosa Coss.
- Reseda virgata Boiss. & Reut.
- Reseda viridis Balf.f.